# Ołeksij Pryhorow
Ołeksij Wiktorowycz Pryhorow, ukr. Олексій Вікторович Пригоров (ur. 25 czerwca 1987) – ukraiński skoczek do wody, brązowy medalista z Igrzysk Olimpijskich 2008 w Pekinie.
Zawody w 2008 były jego pierwszymi igrzyskami olimpijskimi. Medal zdobył w skokach z 3 m platformy par synchronicznie. Jego partnerem był Ilja Kwasza. W tej konkurencji zdobyli złoto mistrzostw Europy (pływackich) w 2010 i brąz tej imprezy w 2012. W 2009 triumfowali w tej konkurencji na mistrzostwach Europy w skokach i byli drudzy na uniwersjadzie. W 2012 ponownie brał udział w igrzyskach olimpijskich (czwarte miejsce ponownie wspólnie z Kwaszą).